# Ushibori en la provincia de Hitachi
Ushibori en la provincia de Hitachi (常州牛掘 Jōshū Ushibori?) es una estampa japonesa de estilo ukiyo-e obra de Katsushika Hokusai. Fue producida entre 1830 y 1832 como parte de la célebre serie Treinta y seis vistas del monte Fuji, a finales del período Edo. Retrata un barco marinero anclado en el paisaje más remoto de la serie, desde donde el monte Fuji sería visible desde la colina más elevada del poblado.

## Escenario
La impresión muestra la ciudad portuaria de Ushibori en la antigua provincia de Hitachi —actualmente la prefectura de Ibaraki— al este de Edo, posiblemente la zona más oriental desde todavía se puede ver el monte Fuji. De este modo, y pese a la distancia de 75 km desde la capital, Hokusai muestra «una visión del mundo» donde la montaña es omnipresente. Aunque en la época del autor era común poder apreciar el Fuji desde Ushibori en Gongen (la elevación más alta del pueblo), desde entonces, con la combinación de mayor contaminación y humedad modernas, solo se puede observar después de la puesta de sol al contraste con la luz. Aparece retratado el lago Kasumigaura, un embalse interior con un estrecho acceso al mar.

## Descripción
Para esta composición, Hokusai solo enmarca la mitad del barco al tapar el resto con un montículo rocoso en la esquina inferior derecha. Este recorte añade «una sensación de inmediatez a la imagen», y la escena muestra más acción con el vuelo de dos garzas a la izquierda. La proa del barco se eleva en una curva diagonal, en contraste con la ladera de la montaña. Esta embarcación se encuentra amarrada, con el mástil de la vela bajado; el tejado está hecho de kaya, una planta autóctona del área. Porta un cargamento de piedras, cubiertas por esteras plegadas y manojos de juncos. La tripulación de tres hombres se agolpa en camarotes sencillo, y pareciera que están preparando la comida con el marinero enjuagando una olla de arroz; al verter el agua al lago, el ruido sobresalta a las garzas que emprenden el vuelo. La niebla se extiende por toda la superficie del Kasumigaura y hasta el cielo a medio término. Al fondo, más allá de los bancos de juncos densos, se alza el monte Fuji, en una escala mayor de la que se vería desde esa zona.

## Impresiones

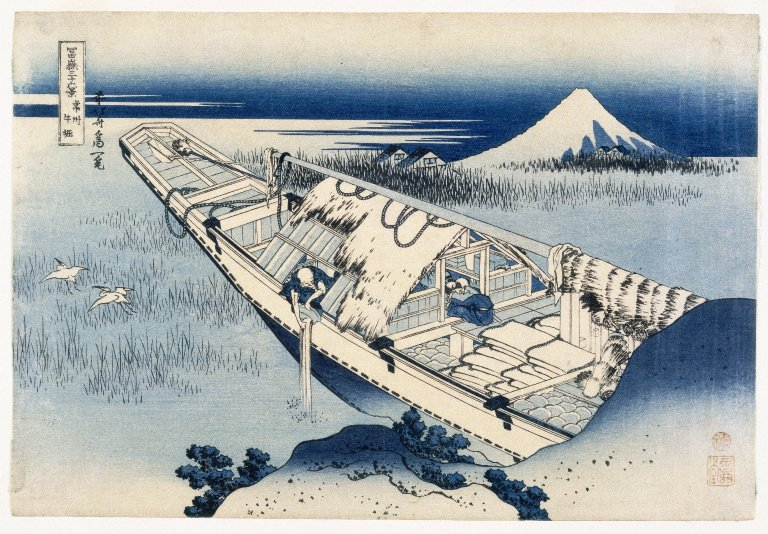
Las primeras impresiones de Ushibori en la provincia de Hitachi son de paleta azul monocromático.

Las primeras versiones de la obra se colorearon en tonos azules, al estilo aizuri-e. En estas, un azul pálido se extiende por la niebla y este mismo color se degrada, partiendo de una saturación elevada, hacia el marco superior con la técnica bokashi. Otras versiones cuenta con la madera del barco en tonalidades amarillas, mientras que la impresión más común presenta las laderas del Fuji en verde y el barco en tonos rosáceos.